# Hans Jacob Huslij

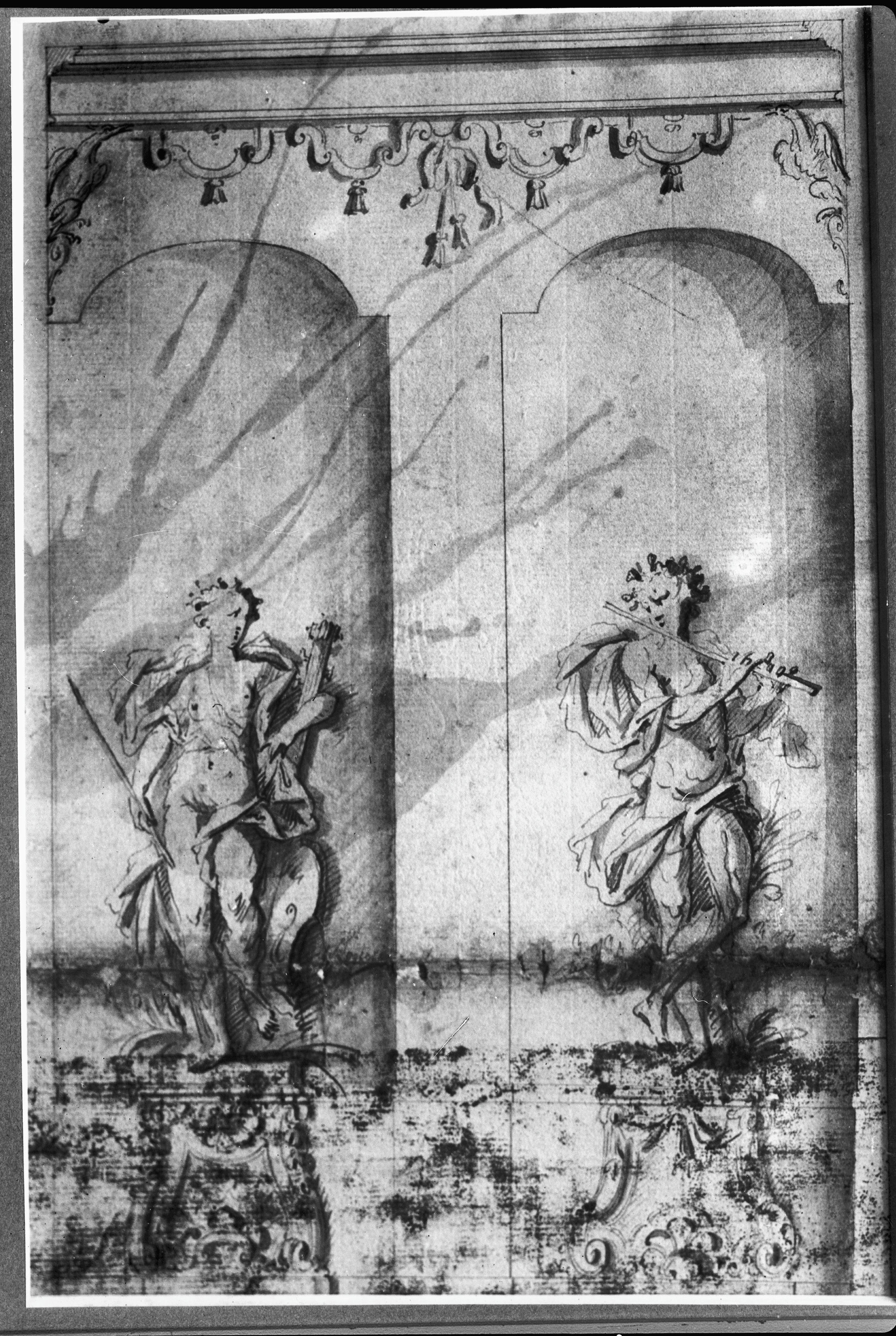
Decoratieontwerp van Hans Jacob Huslij voor het pand Herengracht 475 uit 1736.

Hans Jacob Huslij (ged. Doetinchem, 4 augustus 1702 - Amsterdam, 17 november 1776) was een Nederlandse stucdecorateur, woonachtig en werkzaam in Amsterdam. Hij was de zoon van de stucadoor Jacob Hüsselijn (ook: Jacob Heusely) en de oudere broer van stucdecorateur Hendrik Huslij (1706-1788). Zijn zuster Anna Hendrica Huslij was de moeder van de bekende architect Jacob Otten Husly (1738-1796), die bij hem en zijn broer Hendrik in de leer zou gaan.
Op 21 februari 1736 werd hij als Hans Jacob Husseli van Doetinchem ingeschreven in het poorterboek van Amsterdam. Daar verzorgde hij mogelijk samen met Jan van Logteren al in 1731-1732, en later in 1736, het stucwerk voor het huis Herengracht 475.
Samen met zijn broer Hendrik verzorgde hij in 1737-1742 het stucwerk in het Logement van Amsterdam in Den Haag. Uit (hoofdzakelijk) de jaren veertig zijn ruim twintig ontwerpen voor stucdecoraties voor Amsterdamse grachtenpanden van de hand van beide broers bewaard. In 1751 ontwerpen zij de stucdecoratie voor het huis Herengracht 310 voor Jan van Eeghen. 
Samen met zijn broer Hendrik en de Amsterdamse metselbaas Coenraad Hoeneker was hij betrokken bij de bouw van de door Jan van der Streng ontworpen Grote Kerk van Westzaan (1740-1741). Vroeger werd ook het ontwerp (ten onrechte) wel aan hen toegeschreven.
- RKD-Nederlands Instituut voor Kunstgeschiedenis: 91973